# سالي فوستر أوتيس
سالي فوستر أوتيس (بالإنجليزية: Sally Foster Otis)‏ هي نجمة اجتماعية أمريكية، ولدت في 10 يناير 1770، وتوفيت في 6 سبتمبر 1838.